# سفاح تارودانت
سفاح تارودانت عبد العالي الحاظي هو قاتل متسلسل مغربي، بلغ عدد ضحاياه 9، كلهم من الأطفال تتراوح أعمارهم ما بين 11 و 16 سنة.

## الطفولة
طفولة عبد العالي الحاظي عرفت حدثا تمثل في موت والدته، والتي قضت بينما كان هو لا يزال طفل صغير يتعلم المشي فتزوج الأب بينما كان عبد العالي لا يزال في الخامسة من عمره، ومن هنا كانت البداية. فالتحرش كان حاضرًا في حياة الطفل الذي تعرض للإغتصاب على يد أبناء عمومته وجيرانه وكذلك التحرش من بعض أصدقائه في المدرسة.
قال الحاظي أنه كان يقع فريسة للاغتصاب من أكثر من شخص في آن واحد بسبب ضعفه، كما أن الأم حين توفت وتزوج والده لم يجد هو بُد من الانحراف، والذي لم يختاره وإنما سيق إليه، كما اعترف بأنه لم يكن يختار ضحاياه من الأطفال بصورة عشوائية على الإطلاق، بل كان يُراعي أن يكونوا من المتشردين والمنسيين من قِبل آباءهم، كان يُبرر ذلك بأنه لا يُريدهم أن يكبروا ويحظوا بنفس المصير الذي حظي به هو.

## خلفية
في أغسطس 2004، عثر بعض السكان المحليين على هياكل عظمية وجماجم بشرية ملقاة في الواد الواعر بمدينة تارودانت، وقاموا بالإتصال بالشرطة التي حضرت لعين المكان. من خلال التحقيق الأولي إستنتجت الشرطة بأن عدد الضحايا هو 8 بعد حساب عدد الجماجم التي عُثر عليها، كما عرف عناصر الشرطة بأن الضحايا هم أطفال صغار نظراً لصغر حجم العظام التي تم العثور عليها. إنتشر الخبر بسرعة البرق في جميع أنحاء المغرب لأن الصحافة الوطنية كانت حاضرة بقوة لتغطية هذا الحدث الرهيب، أما المحققين في الشرطة العلمية فقد عملو على تكثيف التحقيقات للوصول للجاني، وكانت بدايتهم من مكان العثور على الجماجم والعظام حيث قاموا بجمع كل دليل أو علامة يمكن أن توصلهم للجاني، وكان من بين ما تم جمعه عينات من التربة لمساعدتهم عن المكان الذي كانت مدفونة به هذه الجثث.
الخبرة العلمية على التربة التي كانت عالقة بالجماجم أكدث بأن الجثث كانت مدفونة في بقعة أرضية معدة للبناء، مما ساعد محققي الشرطة كثيراً في حصر مكان البحث، وركزوا في بحثهم على مختلف البقع الأرضية المعدة للبناء داخل المدينة، كما تم إستدعاء بعض الأسر التي بلغت عن فقدان أبنائها ليتم أخذ عينات من حمضهم النووي ومقارنته بالجماجم التي تم العثور عليها، وقد كانت النتيجة إيجابية وحصل تطابق في الحمض النووي لثلاثة جماجم مع ثلاثة أباء من أصل خمسة بلغوا عن اختفاء أبنائهم. التحقيقات التي أجريت مع الأباء جميعهم أكدوا أن أبناءهم كانوا يعملون في المحطة الطرقية لتارودانت، ومن هنا حصل محققو الشرطة على معلومات مهمة للوصول للجاني، حيث ركزوا في تحقيقهم على مراقبة المحطة الطرقية.

## القبض على الجاني
في نفس الوقت عثر المحققون على ورقة مكتوب فيها اسم 'الحاظي' مع الجماجم، ولم عمقوا البحث داخل المحطة الطرقية وسألوا العاملين بها عن اسم الحاظي تم إرشادهم إلى شخص يدعى نجيب الحاظي وهو يعمل بالمحطة الطرقية، وهو شقيق المجرم، سأله المحققون عن إذا ما كان هو الوحيد الذي يشتغل في المحطة الطرقية أو له أقرباء يحملون نفس الاسم العائلي، فأخبرهم بأن له أخ يحمل اسم الحاظي عبد العالي، ويعمل أيضاً بالمحطة الطرقية، ويسكن في حي المحايطة بتارودانت، إتجه عناصر الشرطة رفقة نجيب الحاظي إلى مسكن أخيه المجرم الذي كان عبارة عن بيت قصديري بحي المحايطة، وطرقوا باب منزله، وفتح هو بنفسه الباب وقال لهم: لقد كنت في انتظاركم لتخلصوني من عذابي.

## الحُكم
أصدرت محكمة الإستئناف بأكادير في 11 دجنبر 2005 حُكم الإعدام على سفاح تارودانت عبد العالي الحاظي.
بالرغم من مرور أكثر من ستة عشر عاما على هذه الأحداث إلا أنه لم يتم تنفيذ الحكم على المذنب حتى الآن، وهذا راجع إلى عدم تطبيق عقوبة الإعدام في المغرب واستبدالها بالسجن المؤبد.